# فریج کلیب
فریج کلیب یک منطقهٔ مسکونی در قطر است که در شهرداری دوحه واقع شده‌است. فریج کلیب ۱٫۱ کیلومتر مربع مساحت و ۷٬۷۰۲ نفر جمعیت دارد.